# Gabriellino D'Annunzio
Pour les articles homonymes, voir Annunzio.
Gabriellino D'Annunzio est un réalisateur et scénariste italien né le 10 avril 1886 à Rome et mort le 8 décembre 1945 à Rome. Il était le fils de l'écrivain Gabriele D'Annunzio et de l'aristocrate Maria Hardouin (it).

## Filmographie

### Réalisateur et scénariste de ses 5 films
- 1921 : La Nef coréalisé avec Mario Roncoroni
- 1921 : Le Smorfie di Pulcinella
- 1922 : La Rondine
- 1922 : Saffo e Priapo
- 1924 : Quo vadis ? coréalisé avec Georg Jacoby